# جان ماري آيرتس
جان ماري آيرتس (25 مايو 1951 - 20 أبريل 2024) هو منتج أسطوانات وملحن وموسيقي وعازف قيثارة بلجيكي، ولد في 25 مايو 1951 في زيبروغة ‏ في بلجيكا.

## وصلات خارجية
- جان ماري آيرتس على موقع IMDb (الإنجليزية)
- جان ماري آيرتس على موقع ميوزك برينز (الإنجليزية)
- جان ماري آيرتس على موقع ديسكوغز (الإنجليزية)